# Stockholms stadsteater
Stockholms stadsteater er et centralt teater i Stockholm grundlagt i 1956 og formelt slået sammen med Kulturhuset i Stockholm til bygningskomplekset Kulturhuset Stadsteatern pr. 1. juli 2013. Teateret ligger i kvarteret Skansen med indgang fra Drottninggatan. Bygningen, tegnet af arkitekt Peter Celsing, har fået status som bevaringsværdig af Stadsmuseet i Stockholm hvilket betyder "at bygningerne vurderes at have særligt høje kulturhistoriske værdier".

## Historie
Da Stockholms stadsteater blev dannet i 1956 efter mange års diskussioner, var der ingen selvstændig scene eller organisation til rådighed. Derfor begyndte virksomheden med turnerende teateropsætninger i byens forskellige distrikter under navnet "Kretsteatern", hvis aktiviteter fortsatte frem til 1970'erne. Virksomhedens første premiere, i 1956, var Erland Josephsons Sällskapslek på Gubbängsskolan i samarbejde med Dramaten. Først i 1960 kunne Stadsteatern under Lars-Levi Læstadius' ledelse begynde almindelig teaterdrift på en fast scene i det dengang nybyggede Folkets hus ved Norra Bantorget.

### Planlægning og byggeri
I 1956 valgte Stockholms beslutningstagere at placere den nye bygning til Stockholms stadsteater i kvarteret Överkikaren ved Södermalmstorg på Södermalm og gav Sven Markelius fuldmagt til at designe anlægget. Bygningen skulle indrettes i den nordlige del af Överkikaren med storslået udsigt over Mälaren og Saltsjön. Markelius designede et meget stort anlæg med flere scener og et auditorium med plads til i alt 1500 tilskuere samt øvelokaler, værksteder, magasiner og kontorer. Facaderne var udformet med lodrette vinduesbånd og facadeelementer. Da Markelius præsenterede sit forslag i 1960, var interessen imidlertid kølnet.
Det næste forslag var at placere Stockholms stadsteater i den lavere del af Sergelgatan hvor det ville lyse Sergelgatan op med en glaseret foyer. Teatret ville have en stor og en lille scene. Af disse planer var der til sidst kun det mindre teater tilbage, Sergelteatern, der hovedsagelig blev brugt som biograf. Så blev det besluttet, at Stadsteatret skulle være med i Peter Celsings nye stockholmske kulturhus, i et stort kubistisk kompleks af bygninger, beliggende syd for selve kulturhuset. Det adskiller sig fra kulturhusets ydre ved at have facader beklædt med skinnende, konvekse kuber lavet af rustfri stålplader. Indtil 1983 havde Sveriges riksdag midlertidigt til huse på stedet, mens ombygningen af Riksdagshuset på Helgeandsholmen blev klar.
I mellemtiden og som en midlertidig løsning flyttede Stadsteatret til det nye Folkets Hus, der blev indviet i 1960 på Norra Bantorget, hvor der tidligere var et ældre Folkets Hus med tilhørende teater - Folkets hus teater – der eksisterede frem til 1955. Denne foreløbige løsning varede tredive år - det var først i efteråret 1990, at virksomheden kunne samles i Kulturhuset på Sergels torg. I juli 2013 fusionerede Stockholms stadsteater med Kulturhuset til det større Kulturhuset Stadsteatern, hvorved teatrets direktør Benny Fredriksson fik samme stilling for hele Kulturhuset, mens Eirik Stubø overtog direktørposten for teatersektionen.

### Scener
Stadsteatern spiller i Kulturhuset på fem af egne indendørs scener, Stora scenen, Lilla scenen, Klarascenen, Bryggan, samt Kafé Klara hvor Klara Soppteater holder til. Den mindste scene, Bryggan, har plads til ca. 60 personer og Stora scenen ca. 700 tilskuere. Siden 2009 har teatret også haft en børneteaterscene med egne aktiviteter og daglig ledelse i Skärisbiografen i Skärholmens centrum.
Parkteatern, der spiller gratis forestillinger i Stockholms parker om sommeren, er forbundet med Stockholms stadsteater. Marionetteatern har også været en del af stadsteatret siden 2003, og i 1975-2009 tilhørte børne- og ungdomsteatret Unga Klara (startet af instruktøren) ligeledes Stadsteatret, men er nu en helt selvstændig teatervirksomhed.
I 2016 blev der startet en satellitscene i det nyrenoverede Medborgarhuset Trappan i Vällingby en satellitscene, Kulturhuset Stadsteatern Vällingby, og i begyndelsen af 2017 vendte Parkteatern tilbage til Stadsteatrets organisering anno 1956 gennem relanceringen af Kretsteatern, der har turnéaktiviteter i Stockholms bydele.

## Galleri
- Foajén.
- Stora scenen.
- Lilla Scenen.
- Klarascenen.

## Teaterchefer
- Lars-Levi Læstadius 1960–1965
- Frank Sundström 1965–1969
- Vivica Bandler 1969–1979
- Lars Edström 1979–1992
- Peter Wahlqvist 1992–2002
- Benny Fredriksson 2002–2013
- Eirik Stubø 2013–2014
- Anna Takanen 2015–2019
- Maria Sid 2019–